# رفقة المؤمنين

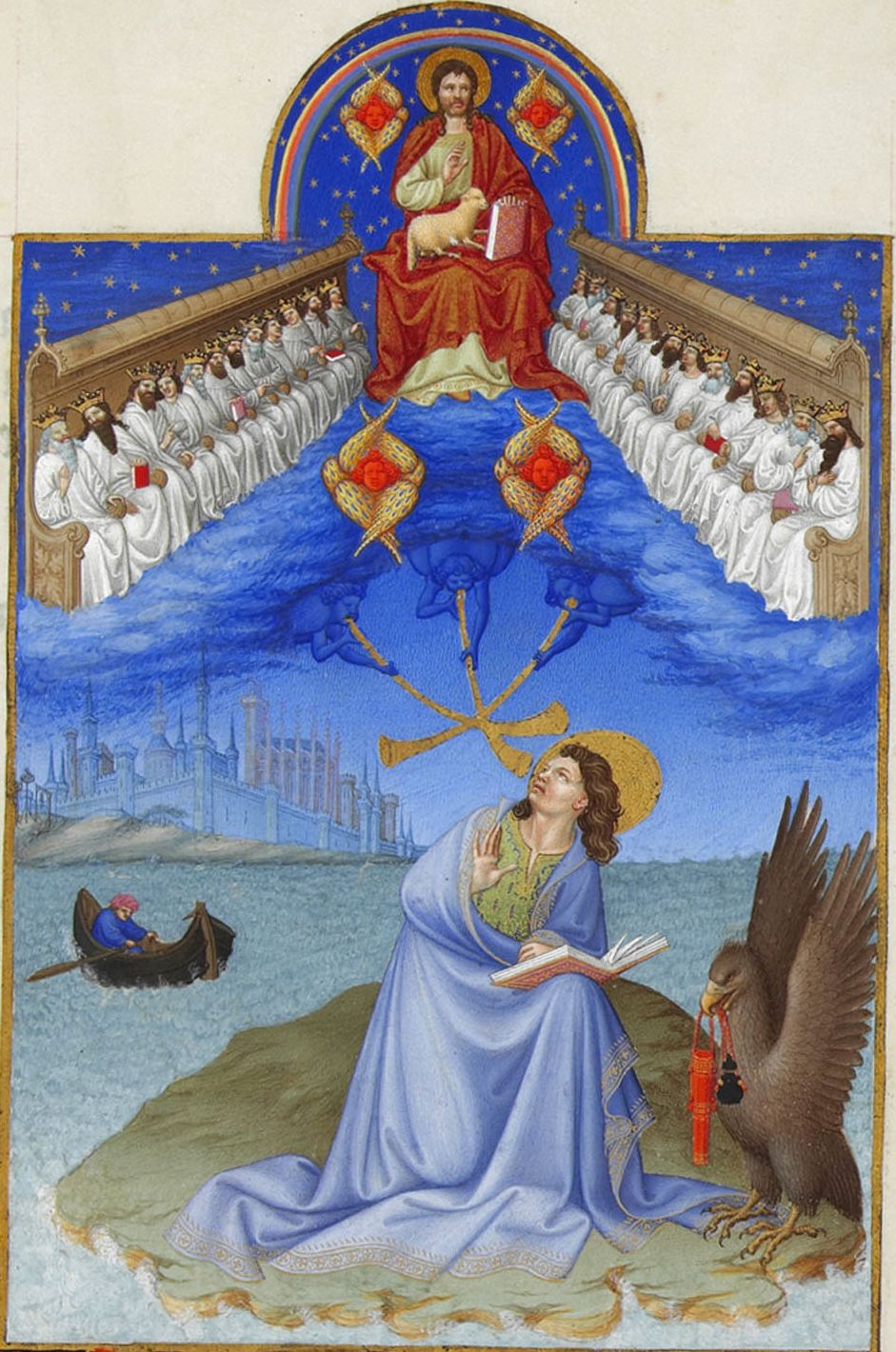
يقدم المؤمنين (القديسين) في السماء مرتبطين بالصلاة مع زملائهم المسيحيين على الأرض

رفقة المؤمنين أو التعارف هو الاتحاد الروحي لأعضاء الكنيسة المسيحية الأحياء والأموات باستثناء الملعونين. إنهم جميعًا جزء من جسد عجيب واحد رأسه المسيح حيث يساهم كل عضو في خير الجميع ويشارك في خير الجميع. وهو مذهب يهدف إلى تبادل الأفكار والصلاة والسجايا.